# Cispius problematicus
Cispius problematicus är en spindelart som beskrevs av Patrick Blandin 1978. Cispius problematicus ingår i släktet Cispius och familjen vårdnätsspindlar.
Artens utbredningsområde är Kongo. Inga underarter finns listade i Catalogue of Life.